# Памятник труженикам тыла (Дубна)
Памятник труженикам тыла (официальное название «Труженикам тыла за доблестный труд в Великой Отечественной войне») — памятник в городе Дубна Московской области.
Был установлен 8 мая 2015 года в городском парке Авиастроителей (парк им. С. И. Белиловского). Автор — дубненский скульптор Анатолий Шитов. Новый памятник органично вписался в существовавший мемориальный комплекс: памятник землякам, ушедшим на войну, а также гранитную плиту с именами погибших.

## История
Монумент был установлен по инициативе городского совета ветеранов, идею поддержала администрация города и градообразующие предприятия. На торжественную церемонию открытия собрались ветераны войны, труженики тыла, представители администрации города, совета депутатов, Общественной палаты, духовенства, предприятий и организаций Дубны, учащиеся города. Право открыть памятник было предоставлено главе Дубны Вячеславу Мухину и председателю левобережного совета ветеранов, автору идеи установки памятника, труженице тыла — Нине Дьячковой. Она сказала:

«В войну все трудились и взрослые и дети. Нашим жизненным девизом был лозунг „Все для фронта, все для Победы!“ и твердое слово „Надо!“ Ещё вчера мы, 14-летние девчонки, играли в куклы, а с первых дней войны валили лес и стояли за станками. О трудовом подвиге народа нужно помнить и сохранить эту память на века».

## Описание
Обелиск высотой 2,7 метра выполнен из индийского гранита: в центре композиции на стеле из коричневого гранита изображена медаль «За доблестный труд в Великой Отечественной войне 1941—1945 гг.», отлитая из бронзы, по бокам медали — также бронзовые лавровая и дубовые ветви, расположенные каждая на двух стелах из гранита серого цвета. Постамент памятника выполнен из коричневого гранита, на нём барельефная надпись: «1941 − 1945».
Стоимость работ по созданию мемориала составила 3 миллиона рублей. По одному миллиону рублей было внесено предприятиями: ГосМКБ «Радуга им. А. Я. Березняка» и «Дубненский машиностроительный завод имени Н.П. Федорова», личные средства в размере 300 тысяч рублей внес дубненский предприниматель и меценат Евгений Рогожин.